# Casa al carrer dels Dolors, 1 (Olot)
La Casa al carrer dels Dolors, 1 és una obra d'Olot (Garrotxa) inclosa a l'Inventari del Patrimoni Arquitectònic de Catalunya.

## Descripció
És una casa entre mitgeres de planta rectangular i teulat a dues aigües. Originàriament era un sol edifici; avui està dividit en dos. Disposa de baixos, molt reformats per acollir-hi locals comercials. Els murs són d'estuc imitant els carreus de pedra. Cal destacar la làmpada de ferro forjat damunt la porta d'accés a l'edifici, dos pisos superiors i golfes. El primer pis disposa de finestres dobles i tres balcons; aquestes obertures estan decorades per franges d'estuc amb ornamentals florals i un petit entaulament.

## Història
Durant la segona meitat del segle xix la ciutat d'Olot va rebre un gran nombre d'immigrants; va ser necessari l'enderrocament de les antigues muralles i donar forma urbanística a molts dels barris situats a extramurs. És el moment en què es construeixen i es dona forma als carrers de Sant Rafael, els Dolors i Sant Ferriol.